# Stuart John Parker
Stuart John Parker (Preston, 16 febbraio 1954) è un ex calciatore britannico, di ruolo attaccante.

## Carriera
Ha giocato nella massima serie olandese, cinese e irlandese, nella seconda serie svedese e belga e nelle serie inferiori del campionato inglese.